# Tanami

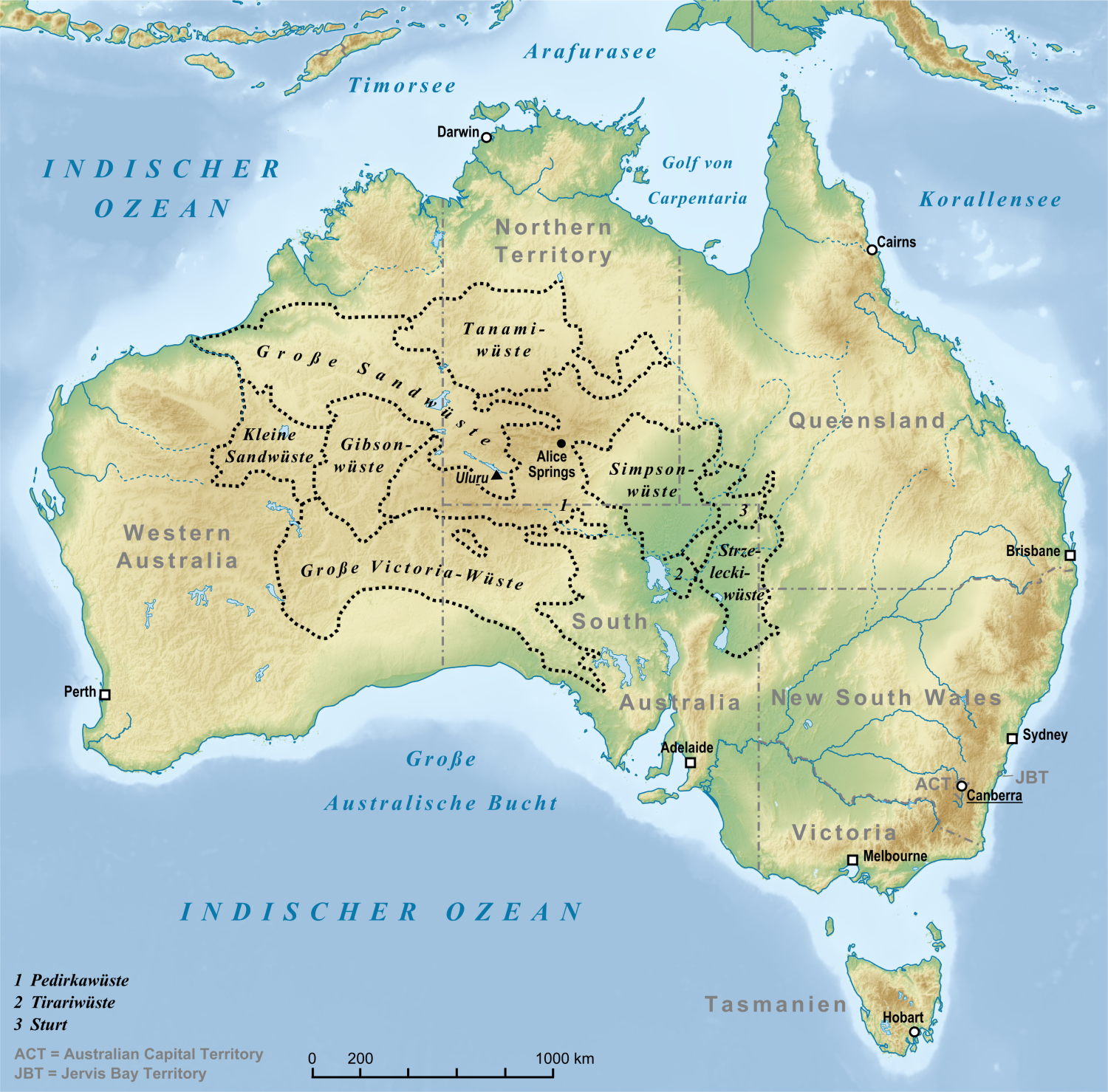
Tanami na mapě Austrálie

Poušť Tanami (anglicky Tanami Desert) je poušť v Austrálii. Leží na hranicích Severního teritoria a státu Západní Austrálie a je nejsevernější z australských pouští. Maximální nadmořská výška činí 492 m. Na západě sousedí s Velkou písečnou pouští.
Má rozlohu 184 500 km² a je třetí největší pouští v Austrálii. Oblast byla pro Evropany neznámou až do roku 1900, kdy ji procestoval prospektor Allan Davidson. Název je odvozen z austrálského výrazu „chanamee“, což znamená „nikdy neumřít“ podle skalních rozsedlin, v nichž se udrží voda i po dlouhém období sucha. Nacházejí se zde i krátkodobé vodní plochy jako jezero Lake Surprise.
Na okraji pouště leží města Tennant Creek a Balgo. Žijí zde domorodci z kmenů Tjurabalan a Warlpiri. Oblast je známá těžbou zlata (významný důl Coyote Gold Mine), vede přes ni silnice Tanami Road.
Roční srážky přesahují 400 mm, vzhledem k vysokým teplotám (od 16 do 33 °C) se však většina vláhy vypaří, mohou zde proto přežít pouze suchomilné rostliny jako spinifex a triodie. Ze živočichů se zde vyskytuje myška kaštanová, bandikut zlatý, vakomyš dlouhoocasá, raroh šedý a kachnovec vlnkovaný. V roce 2012 bylo z části pouště vytvořeno chráněné území Southern Tanami Indigenous Protected Area pod domorodou správou.